# Passionsfenster (Maël-Pestivien)

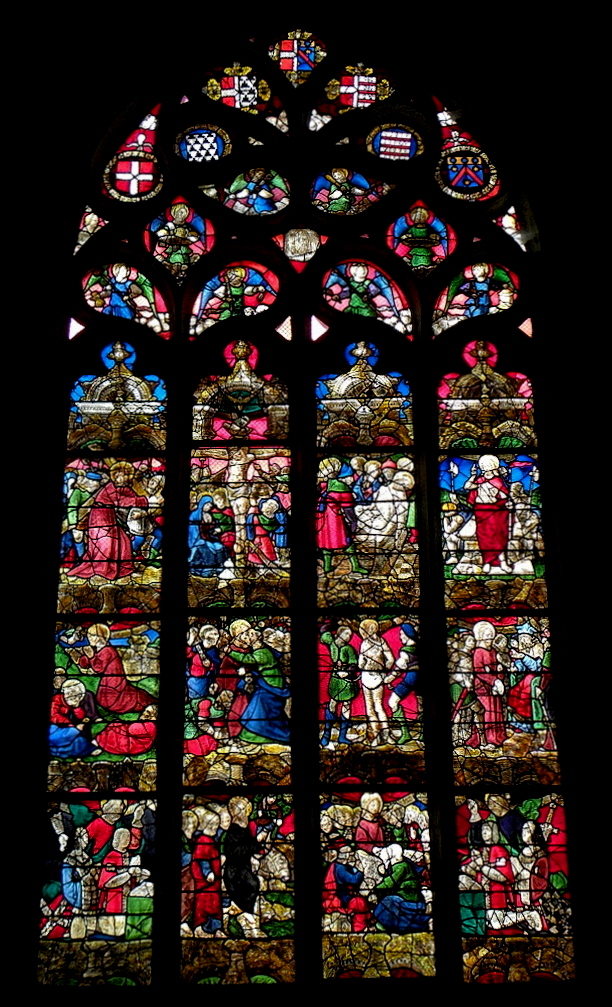
Passionsfenster in Maël-Pestivien

Das Passionsfenster in der katholischen Kirche St-Laurent in Maël-Pestivien, einer französischen Gemeinde im Département Côtes-d’Armor der Region Bretagne, wurde im ersten Viertel des 16. Jahrhunderts geschaffen. Das Bleiglasfenster wurde 1958 als Monument historique in die Liste der geschützten Objekte (Base Palissy) in Frankreich aufgenommen.
Das zentrale Fenster (Nr. 0) im Chor wurde von einer unbekannten Werkstatt geschaffen. Es zeigt verschiedene Szenen aus dem Leidensweg Jesu (siehe Bildbeschreibungen). 
Neben dem Passionsfenster ist noch das Apostelfenster aus der Zeit der Renaissance in der Kirche erhalten.   

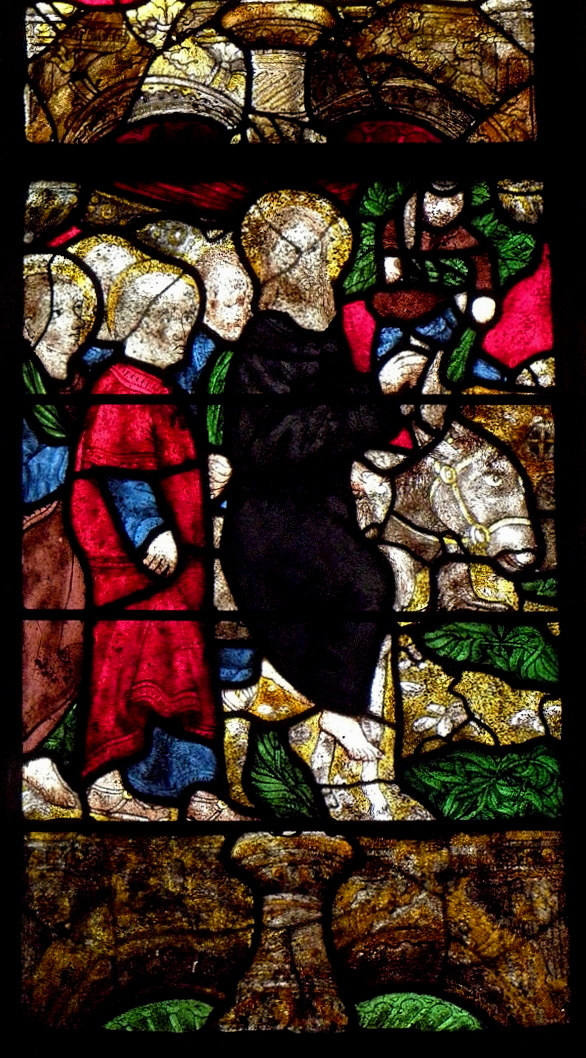
Einzug in Jerusalem
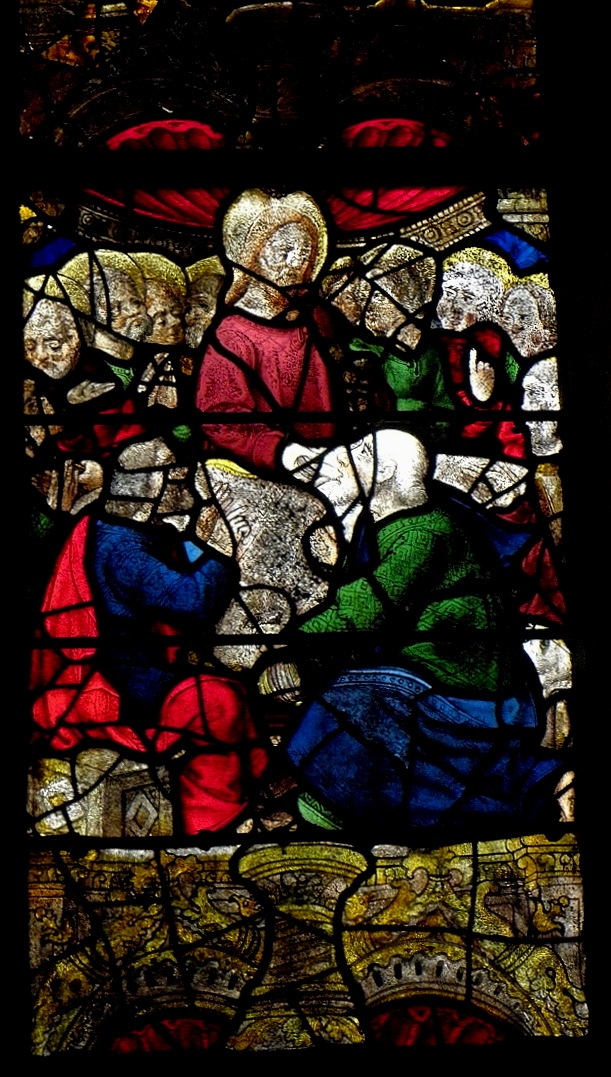
Letztes Abendmahl
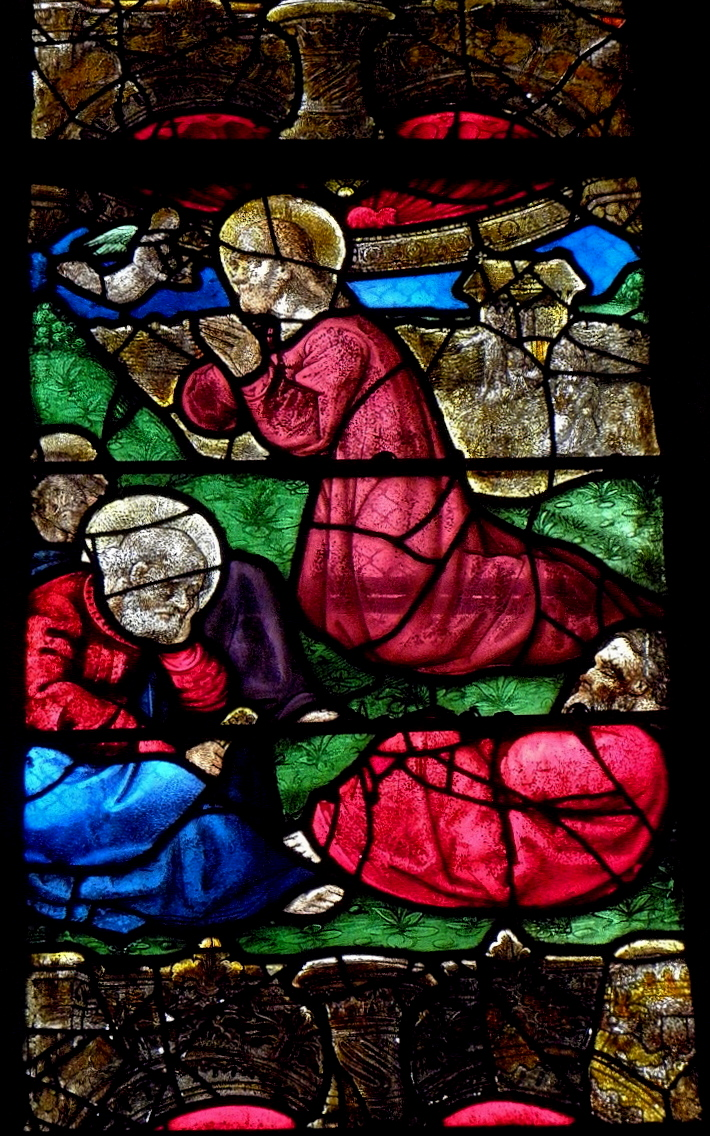
Christus am Ölberg
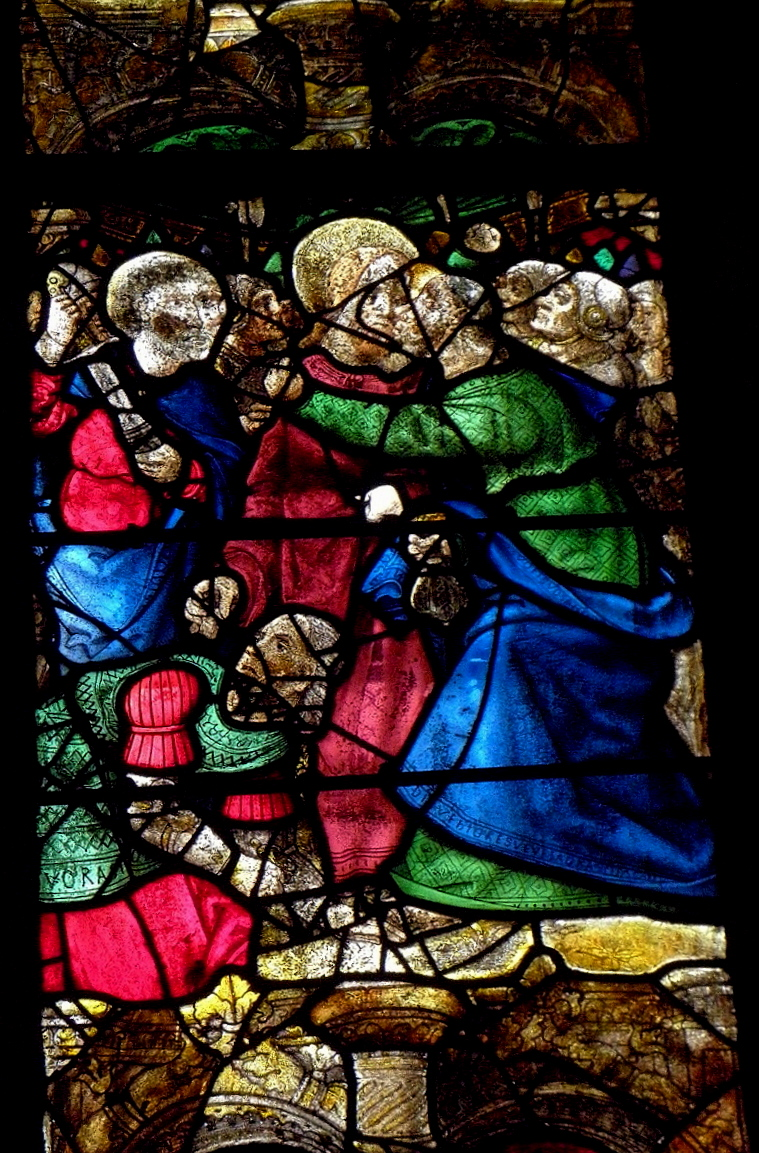
Judaskuss
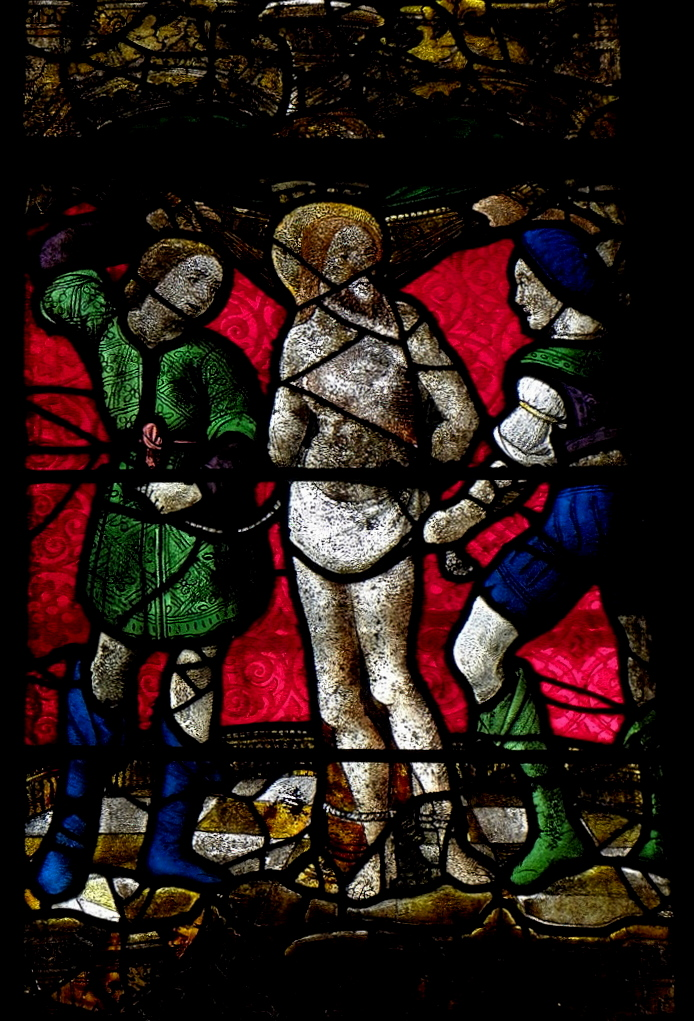
Geißelung Jesu
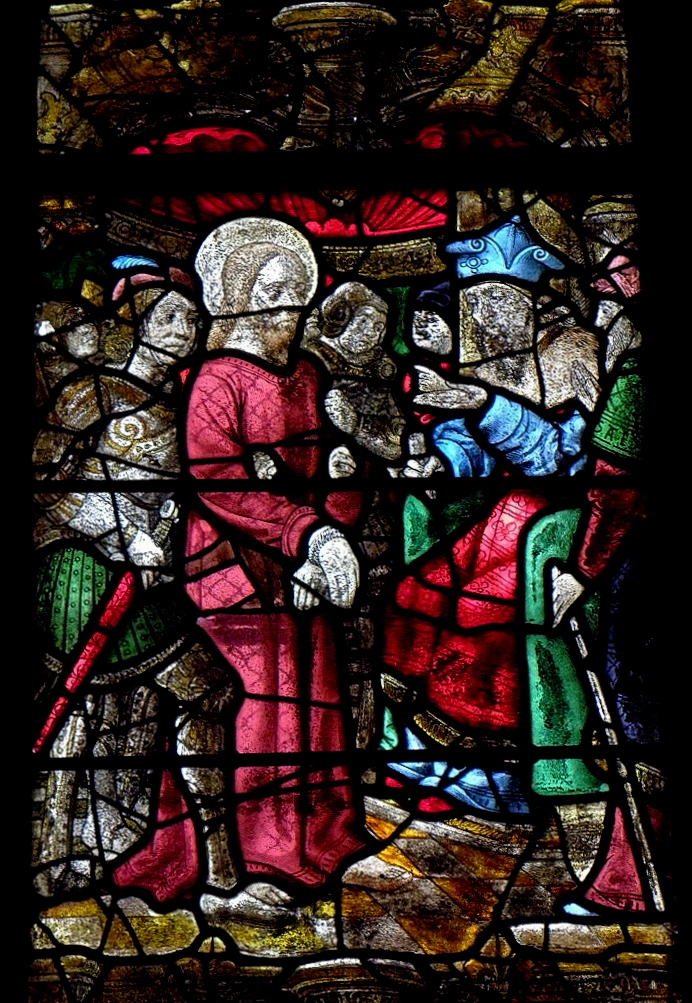
Christus vor Pontius Pilatus

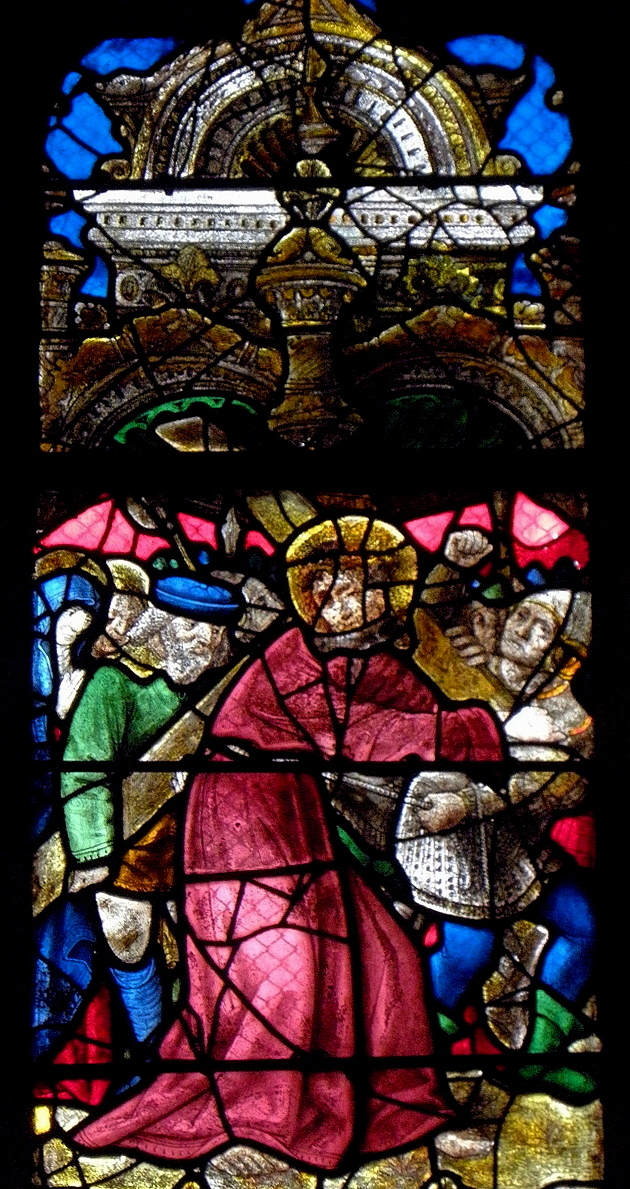
Jesus trägt das Kreuz
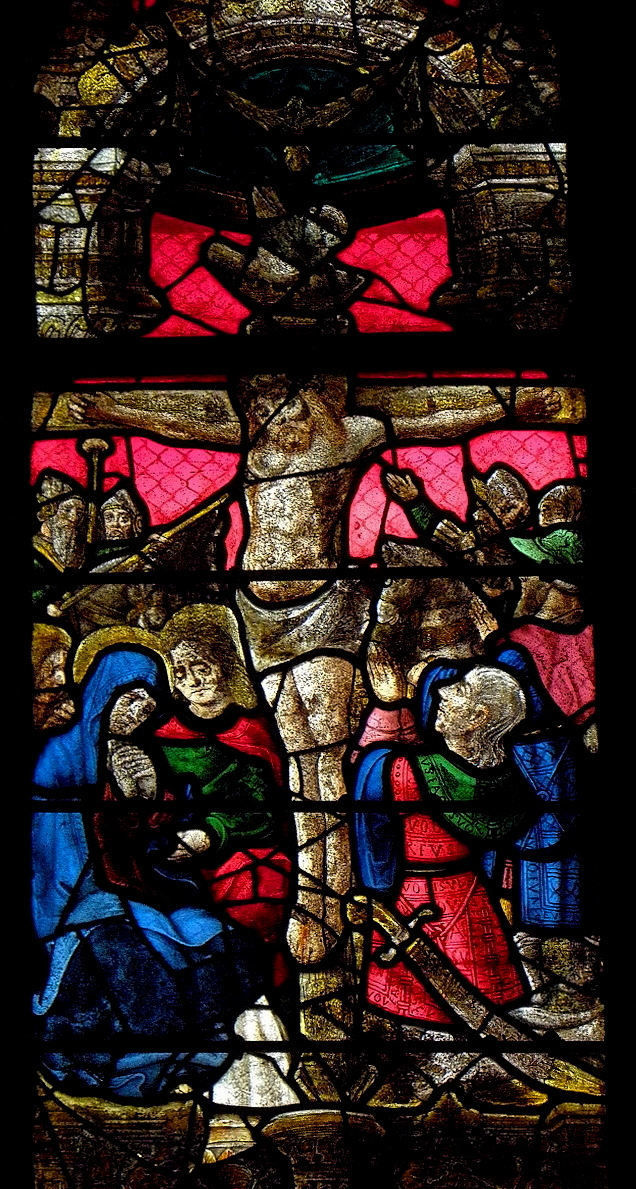
Kreuzigung Christi
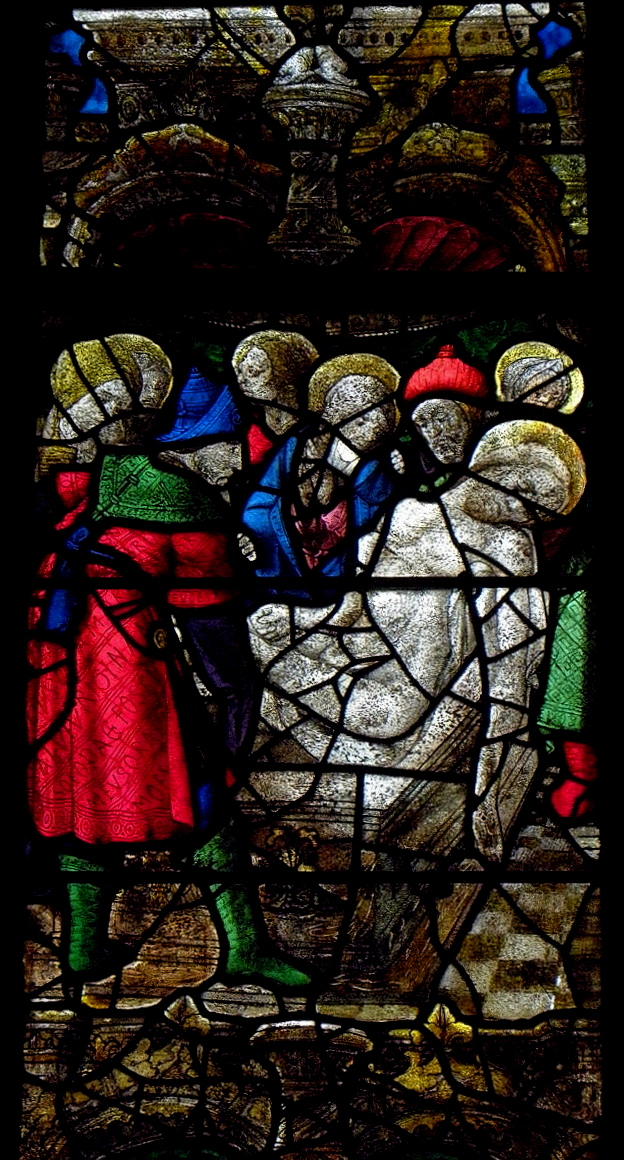
Grablegung Jesu
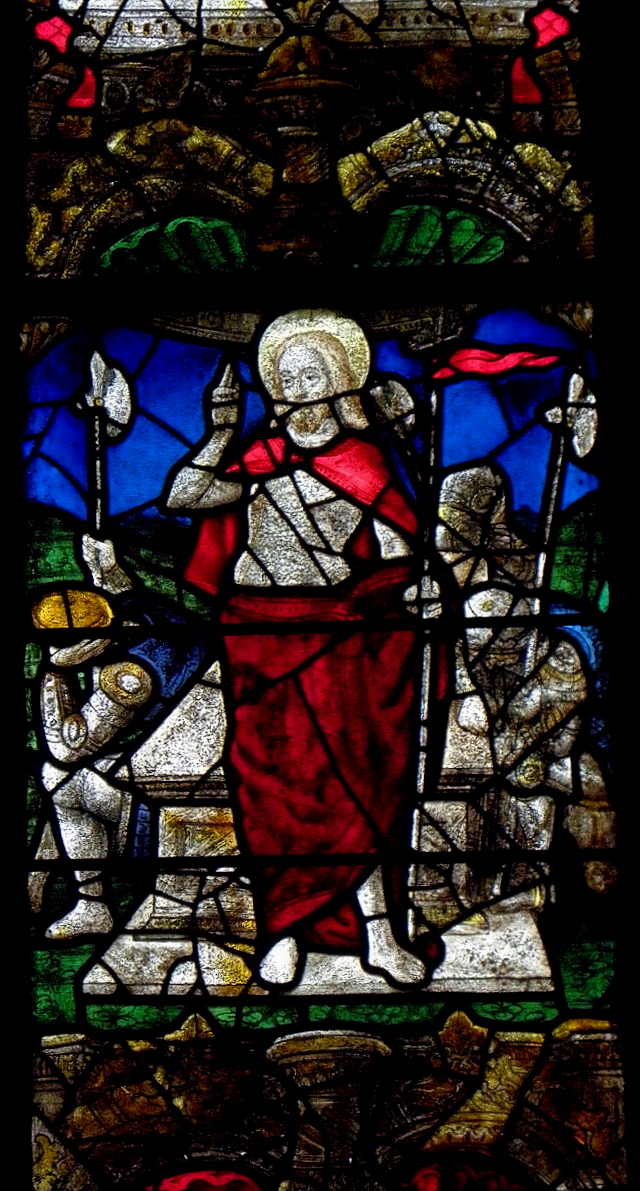
Auferstehung Jesu Christi

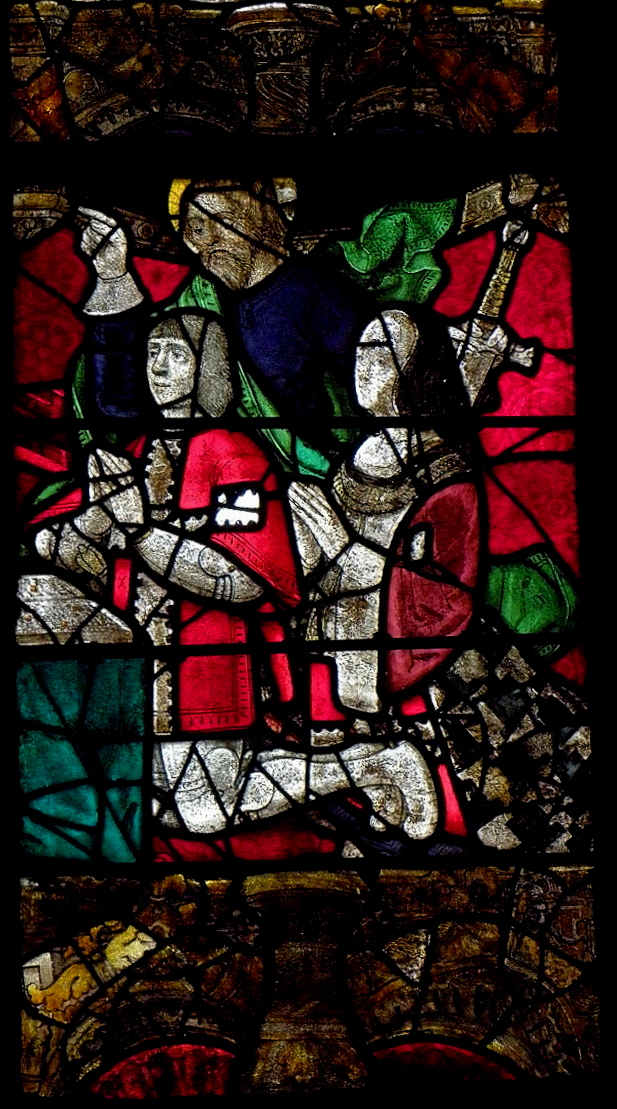
Stifterpaar Jean de Coatgouredon und Jouhanne du Vieux-Chastel, dahinter der Apostel Paulus
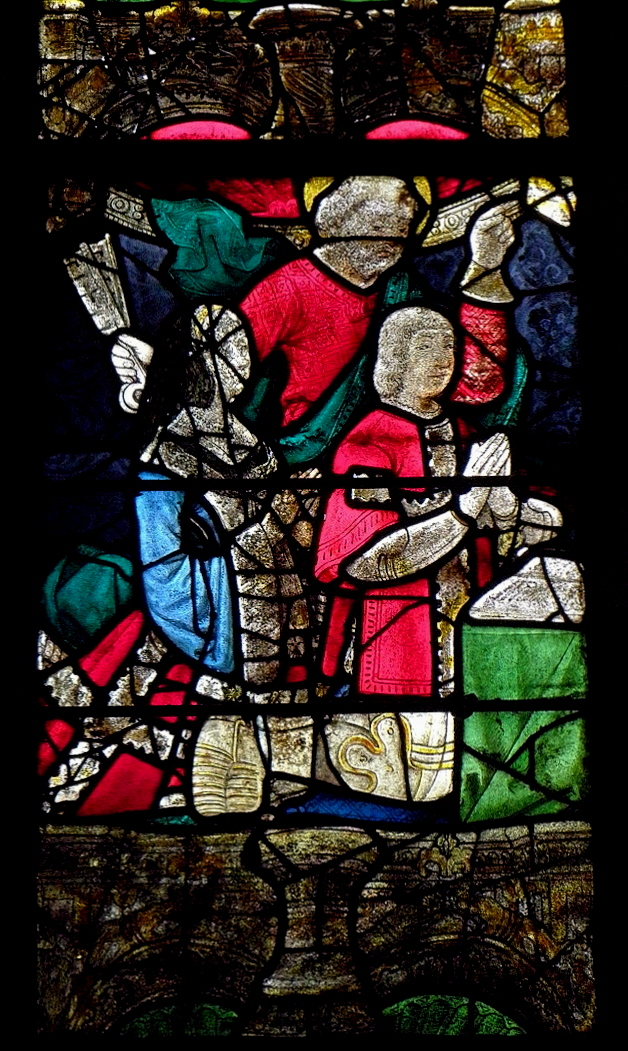
Stifterpaar Olivier de Coatgoureden und Mabille de la Chapelle-Pestivien, dahinter der Apostel Petrus
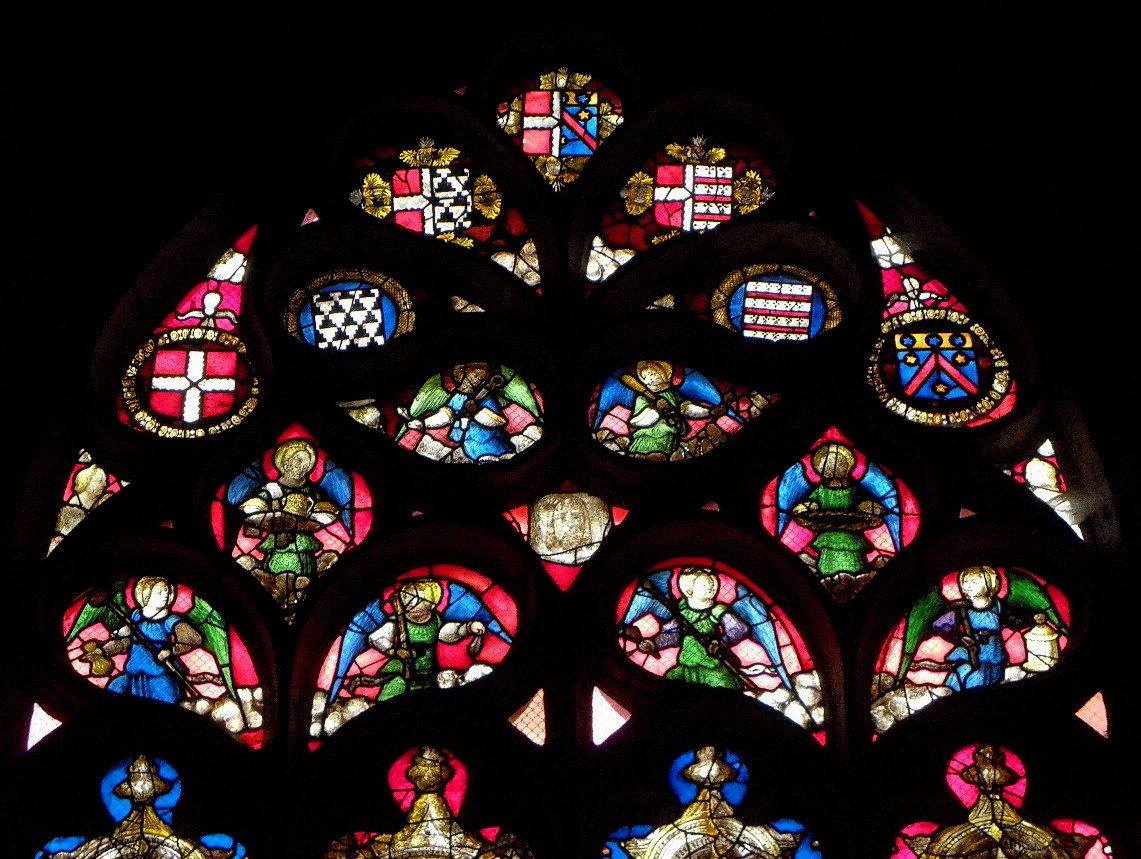
Maßwerk mit Engeln und Wappen der Familien Coatgoureden und Lezududy